# Técnica del voleibol

Rotaciones en voleibol

El voleibol es un deporte ideado en 1895 por William George Morgan, preparador físico en la YMCA, tomando elementos de otros deportes con el objetivo de disponer de una actividad física con características singulares:
- Equipamiento reducido, de bajo costo y fácil instalación.
- Lo juegan dos equipos de 6 jugadores cada uno, en un campo rectangular de 18 x 9 metros rodeado por una zona libre de al menos 3 metros en todos sus lados. En el centro  de la pista hay una red tensa[2] con una altura de 2,43 m para los hombres y 2,24 m para las mujeres[3]

En 1923 introducen las rotaciones para mejorar el sistema de juego haciendo que todos los jugadores se ejerciten en los distintos aspectos del juego. Las rotaciones introducen una gran variabilidad sobre el posicionamiento de los jugadores de ambos equipos en la pista y complica el planteamiento de estrategias de juego.
Hasta que el jugador que esta sacando pierda su saque no podrán rotar (Rotación al lado derecho)
Dado el alto número de combinaciones que se pueden dar a lo largo de un partido por la rotación de los jugadores de los dos equipos, la estadística es un elemento fundamental para analizar los encuentros disputados, pero también en tiempo real para asistir las decisiones del entrenador. La informática se ha incorporado en los últimos años a estas tareas, facilitando las anotaciones en directo y permitiendo un rápido análisis de las situaciones del juego.

## Acciones técnicas

### Control del balón durante un juego
- Saque: la acción de poner en juego el balón, lanzando o soltando el balón y golpeando con la mano. Su finalidad principal es ofensiva, marcar punto al contrario, o dificultar al máximo la recepción por parte del contrario.
- Golpe bajo de antebrazos: unidas las manos por el dorso y ayudado por la flexión de las piernas, el balón es golpeado desde abajo hacia arriba por ambos antebrazos logrando así un rebote vertical con una gran elevación. Es la forma habitual de realizar la recepción del saque.
- Golpe de dedos o voleo: el balón se pasa utilizando suavemente las manos, por encima de la cabeza y con las yemas de los dedos hacia arriba; impulsándolo en la dirección deseada pero sin agarrarlo ni lanzarlo.
- Remate: acción que pone fin a una jugada ofensiva. El jugador corre, salta y golpea el balón con la palma de la mano por encima de la red tirando el balón contra el suelo.
- Bloqueo: toda acción destinada a interceptar el ataque del equipo contrario, saltando junto a la red, con los brazos alzados e invadiendo el campo rival sobre la red, sin ir a contactar el balón antes de que se ejecute el remate. Está prohibido bloquear el saque adversario.

Hay tres posiciones fundamentales:
- Alta: posición relativamente levantada, con los pies arriba ligeramente separados, uno delante del otro, y las rodillas levemente flexionadas. Es la que coloca al cuerpo con mayor extensión del tronco y piernas, utilizable para pases y para recepciones arriba de la cintura.

- Media: posición intermedia. Respecto a la posición anterior varían las rodillas y tobillos, que se flexionan más. Se debe elevar el talón del pie retrasado. La posición media es la más utilizada y se manifiesta tanto en la espera de un balón como del momento del contacto con el mismo, la extensión del tronco y piernas no es total ni leve sino intermedia.

- Baja: posición relativamente agachada. Se flexionan y separan aún más las piernas. Del pie retrasado se elevan el talón y la planta, quedando apoyado en la punta. Esta posición permite un desplazamiento casi nulo. Si la pelota llega a caer en el suelo es punto para el lado contrario.

### Servicio o saque
«El saque es la acción de poner en juego el balón por el jugador zaguero derecho, situado en la zona de saque.»
Cada punto se inicia con un saque del balón desde detrás de la línea de fondo. Se lanza el balón al aire y se golpea hacia el campo contrario buscando los puntos débiles de la defensa del adversario. Se puede hacer de pie o en salto. Es importante la orientación del saque porque el jugador contrario que se ve obligado a recibir el tiro, queda limitado para participar en el subsiguiente ataque.
Se puede hacer de diferentes maneras:
- Saque de tenis: las piernas están abiertas a la anchura de los hombros poniendo la contraria a la mano de golpeo adelantada, el cuerpo extendido y ligeramente rotado hacia la mano de golpeo, la mano de golpeo se sitúa detrás de la nuca, se extiende el brazo, girando el cuerpo simultáneamente, con la mano contraria se lanza el balón para golpearlo en el punto más alto de su trayectoria y a la altura de la cabeza. Este es un tipo de saque más complejo, ya que requiere una mayor técnica para realizarlo, pero también es más efectivo que los anteriores; con el que se puede imprimir más potencia a la pelota y por lo tanto dificultan la recepción por el equipo adversario
- Saque lateral: es muy usado por los principiantes, pues la realización es parecida a batear una pelota de mano (tipo béisbol).
- Mano baja: el balón se sujeta quieto en una mano y se impulsa con la otra en un movimiento de péndulo. Se emplea en las etapas de formación de los jugadores.
- Mano alta: el balón se lanza al aire hacia adelante y sin rebasar al sacador, luego el balón se golpea con la mano y el brazo estirado. El balón baja con fuerza una vez que sobrepasa la red.
- En suspensión: es similar al anterior, solo que el balón va flotando hasta que pierde fuerza y cae muerto en el campo contrario.
- Salto flotante: tiene un parecido al anterior, solo que el balón se coge con las manos dando dos pasos, se lanza y se le da un golpe seco haciendo que vaya flotando con mucha fuerza.
- Salto potencia: el balón se lanza al aire y el jugador hace una especie de "batida" haciendo que el balón vaya mucho más fuerte.
- Gancho flotante: se efectúa lanzando el balón levemente al aire y golpeándolo con ambos brazos, de abajo hacia arriba.
- Gancho fuerte: tiene una similitud con la anterior, sin embargo una mano sostiene al balón y la otra lo golpea.
- Saque por abajo: el atleta debe colocar los pies por detrás de la línea de servicio, abiertos a la altura de los hombros y en perpendicular a la línea de fondo. El atleta hace lo siguiente: sostiene el balón en la mano libre enfrente del tronco, la palma de la mano hacia arriba. Con la mano libre, lanza el balón en línea.

### Bloqueo
«Bloquear es la acción de los jugadores cerca de la red encaminada a interceptar el balón que procede del campo contrario por encima del borde superior de la red. Sólo los delanteros pueden completar un bloqueo. (...) »
Es la primera barrera para detener sobre la red los balones procedentes del campo contrario. Los jugadores saltan junto a la red con los brazos arriba para devolver directamente el balón al campo del contrario, o en su defecto, estrecharle el campo de ataque para inducirle a echar el balón fuera del terreno de juego.
Existe la tentativa de bloqueo, bloqueo consumado y bloqueo colectivo. En el bloqueo pueden participar hasta tres jugadores (los tres delanteros) para aumentar las posibilidades de intercepción. También serán importantes aquí las ayudas de la segunda línea para recuperar el balón en caso de un bloqueo fallido. Una de las opciones que tiene el atacante en salto es precisamente lanzar el balón con fuerza directamente contra el bloqueo buscando la falta.

### Recepción y pases
Es interceptar  un balón dirigiéndolo hacia otro compañero en buenas condiciones para poder jugarlo.
En otros casos hacen falta movimientos más espectaculares. Es habitual ver al jugador lanzarse en "plancha" sobre el abdomen estirando el brazo para que el balón rebote sobre la mano
Generalmente el segundo toque tiene como fin proporcionar un balón en condiciones óptimas para que un rematador lo meta al campo contrario. La colocación se realiza alzando las manos con un pase de dedos, el pase más preciso en el voleibol.
Al realizar la recepción se deben tener en cuenta ciertas variables independientes.
Tales como: movimiento del receptor, función del receptor, tipo de recepción,zona de recepción-profundidad,zona de recepción-lateralidad. De estas variables es importante tomar en cuenta lo siguiente. las variables tales como, movimiento del receptor, tipo de recepción y zona de recepciónlateralidad, actuaron como predictoras de la eficacia de la recepción  

### Ataque/remate
Todas las acciones de dirigir el balón al adversario (excepto el saque y el bloqueo) se consideran golpes de ataque.
El jugador, en salto, envía finalmente el balón con fuerza al campo contrario buscando lugares mal defendidos, o contra los propios jugadores contrarios en condiciones de velocidad o dirección tales que no lo puedan controlar y el balón vaya fuera. El jugador también puede optar por el engaño o "finta (tipping)", dejando al final un balón suave que no es esperado por el contrario. Aunque se dispone de tres toques de equipo, se puede optar por un ataque (o finta) en los primeros toques para coger descolocado o desprevenido al equipo contrario.
Para tener un buen ataque de remate con potencia es necesario tener una muy buena técnica y saltar lo suficiente. Para poder alcanzar mayor altura se deben realizar lo que se llama "pasos de remate". 
1. Primer paso (pie izquierdo): un paso corto.
2. Segundo paso (pie derecho): agachando parte del cuerpo para empezar con el impulso hacia arriba.
3. Tercer paso (pie izquierdo): paso corto donde se completa el impulso. Se termina con las manos hacia arriba para luego poder tener un buen ataque de remate y mantener la posición.

## Formaciones o tácticas
Un equipo dispone de tres toques para devolver el balón al campo contrario. El patrón general que se sigue es controlar el balón con el primer toque, definir el ataque en el segundo y ejecutar en el tercero. El papel del colocador como planificador del juego, en el segundo toque, es muy importante, y hace falta diseñar modelos para que a lo largo de las rotaciones ese puesto permanezca bien cubierto.

### 4-2
Formación con dos colocadores situados en posiciones opuestas, de manera que siempre haya uno en posición delantera para distribuir balones a los otros dos jugadores en posiciones de remate. El colocador se sitúa en la posición central entre los dos rematadores, por lo que esa posición resulta más vulnerable al ataque contrario. El segundo colocador se aplica como zaguero a tareas de recepción.

### 6-2
No se trata de ocho jugadores, sino que los dos colocadores simultanean tareas de colocación y ataque. Tras el saque, el colocador delantero se desplaza a la posición de punta derecha y el zaguero se adelanta para colocar, quedando dos jugadores para cubrir el fondo del campo.

Este es el modelo utilizado en alta competición. Se juega con un único colocador, evitando así las diferencias de forma de juego que se podrían dar entre dos. Todo el juego se articula alrededor de la figura del colocador, que cobra así un papel de líder esencial único del equipo. Cuando el colocador juega en zona de ataque estamos en las condiciones de la formación 4-2, con dos rematadores, y cuando de zaguero, se adelanta para jugar con los tres rematadores. La condición física del colocador cobra mayor importancia por la necesidad de colaborar en bloqueo cuando se encuentra en punta con sólo dos rematadores.

### 5-1
En la formación 5-1 destaca la figura del jugador opuesto al colocador. Ambos juegan de forma alterna en zonas 1-2, en la banda derecha. Si uno se encuentra en primera línea el otro estará de zaguero, pudiendo así alternarse en las dos zonas. Es buena posición para jugadores zurdos, porque situados a la derecha de la red los balones les van a llegar por la izquierda.
El opuesto en posición delantera ocupa la punta derecha, bloquea a la derecha del central y suele ser buen rematador desde zona de zagueros. En el remate de zaguero, el opuesto situado en segunda línea realiza su ataque desde atrás, cuidando de no tocar la línea de ataque y no cometer falta.
Esta formación es una de las más utilizadas para jugar voleibol. Es preciso una muy buena compenetración de los jugadores para desarrollar esta formación. Este es el modelo utilizado en alta competición. Se juega con un único colocador, evitando así las diferencias de forma de juego que se podrían dar entre dos. Todo el juego se articula alrededor de la figura del colocador, que cobra así un papel de líder esencial único del equipo. Cuando el colocador juega en zona de ataque estamos en las condiciones de la formación 4-2, con dos rematadores, y cuando de zaguero, se adelanta para jugar con los tres rematadores. La condición física del colocador cobra mayor importancia por la necesidad de colaborar en bloqueo cuando se encuentra en punta con sólo dos rematadores.
En la formación 5-1 destaca la figura del jugador opuesto al colocador. Ambos juegan de forma alterna en zonas 1-2, en la banda derecha. Si uno se encuentra en primera línea el otro estará de zaguero, pudiendo así alternarse en las dos zonas. Es buena posición para jugadores zurdos, porque situados a la derecha de la red los balones les van a llegar por la izquierda.
El opuesto en posición delantera ocupa la punta derecha, bloquea a la derecha del central y suele ser buen rematador desde zona de zagueros. En el remate de zaguero, el opuesto situado en segunda línea realiza su ataque desde atrás, cuidando de no tocar la línea de ataque y no cometer falta.
Esta formación es una de las más utilizadas para jugar voleibol. Es preciso una muy buena compenetración de los jugadores para desarrollar esta formación. 2.0

## Posicionamiento de los jugadores
Normalmente los jugadores no dominan en todas las técnicas de juego, sino que se centran en algunas de ellas en función de sus características físicas, del entrenamiento que han seguido y de la táctica y necesidades de sus equipos en cada momento. Aunque en el momento del saque los jugadores se tienen que colocar en el campo respetando el orden de la rotación, a continuación se mueven rápidamente a ocupar su posición habitual de juego.

En el Voleibol, se requiere aprender destrezas complejas como las del remate y donde la memoria juega un papel resaltante, de allí que su enseñanza debe ser atendida de manera especial. En este sentido, Zamora (1981) señala la necesidad de utilizar métodos de enseñanza, tales como el método fragmentado progresivo, que permite dividir la destreza en unidades aisladas, así como favorecer su práctica de manera independiente para posteriormente integrar dichas unidades practicadas en la destreza global. 
Los tres papeles más diferenciados son los de atacante/bloqueador, colocador y líbero. En un nivel más avanzado entre los atacantes se distinguen también los centrales, atacantes por 4 y opuestos.
- Generalmente, los jugadores de más altura con buena capacidad de salto se emplean como atacantes/bloqueadores. La altura, velocidad y duración del salto son importantes para interceptar balones y para eludir las defensas del contrario.

- Los colocadores o armadores son los que dirigen la ofensiva del equipo. Aparte de una gran precisión táctica han de tener una visión clara y rápida del juego. También es importante su colaboración en el bloqueo y la posibilidad de puntualmente realizar ataques (o fintas) ellos mismos. Su territorio del campo es entre la zona 2 y 3

- Los líberos son especialistas en defensa y sustituyen a los atacantes natos, demasiado altos, cuando ocupan posiciones traseras. Se les aplican reglas especiales para poder hacer múltiples cambios. Son los primeros responsables de recibir saques y ataques contrarios. Suelen ser los jugadores con la capacidad de reacción más rápida y una buena técnica en el pase. Por las reglas del juego, nunca juegan en la red y no tienen que ser especialmente altos; es así un puesto que permite participar y destacar a jugadores de menor estatura con buena técnica de pase.

- Los centrales realizan remates rápidos en una posición cercana al colocador. Pero a su vez son también los encargados del bloqueo de sus correspondientes en el equipo contrario. Requieren de una gran agilidad para pasar de su posición de ataque a bloquear y para moverse rápidamente a los bloqueos dobles a ambos lados de la pista en zonas 2 y 4.

- Los atacantes o rematadores por zona 4, a diferencia del central, se encuentran más alejados del colocador, iniciando a veces el movimiento desde fuera del campo. Disponen de más tiempo y esto les da más posibilidades a la hora de planear y resolver el ataque (o finta). Cuando el colocador recibe un balón en malas condiciones suele recurrir al atacante por 4 para tratar de salvar y conseguir punto. Finalmente, deben dominar también el pase, para apoyar al líbero en recepción.

- Los opuestos juegan en zonas 1 y 2 acompañando al colocador, pero son rematadores. En la rotación inicial se colocan en la posición opuesta al colocador de manera que si uno se encuentra en primera línea el otro estará de zaguero, pudiendo así alternarse en las dos zonas. Es buena posición para jugadores zurdos, porque situados a la derecha de la red los balones les van a llegar por la izquierda. En el remate de zaguero, el opuesto situado en segunda línea realiza su ataque desde atrás, cuidando de no tocar la línea de ataque y no cometer falta.

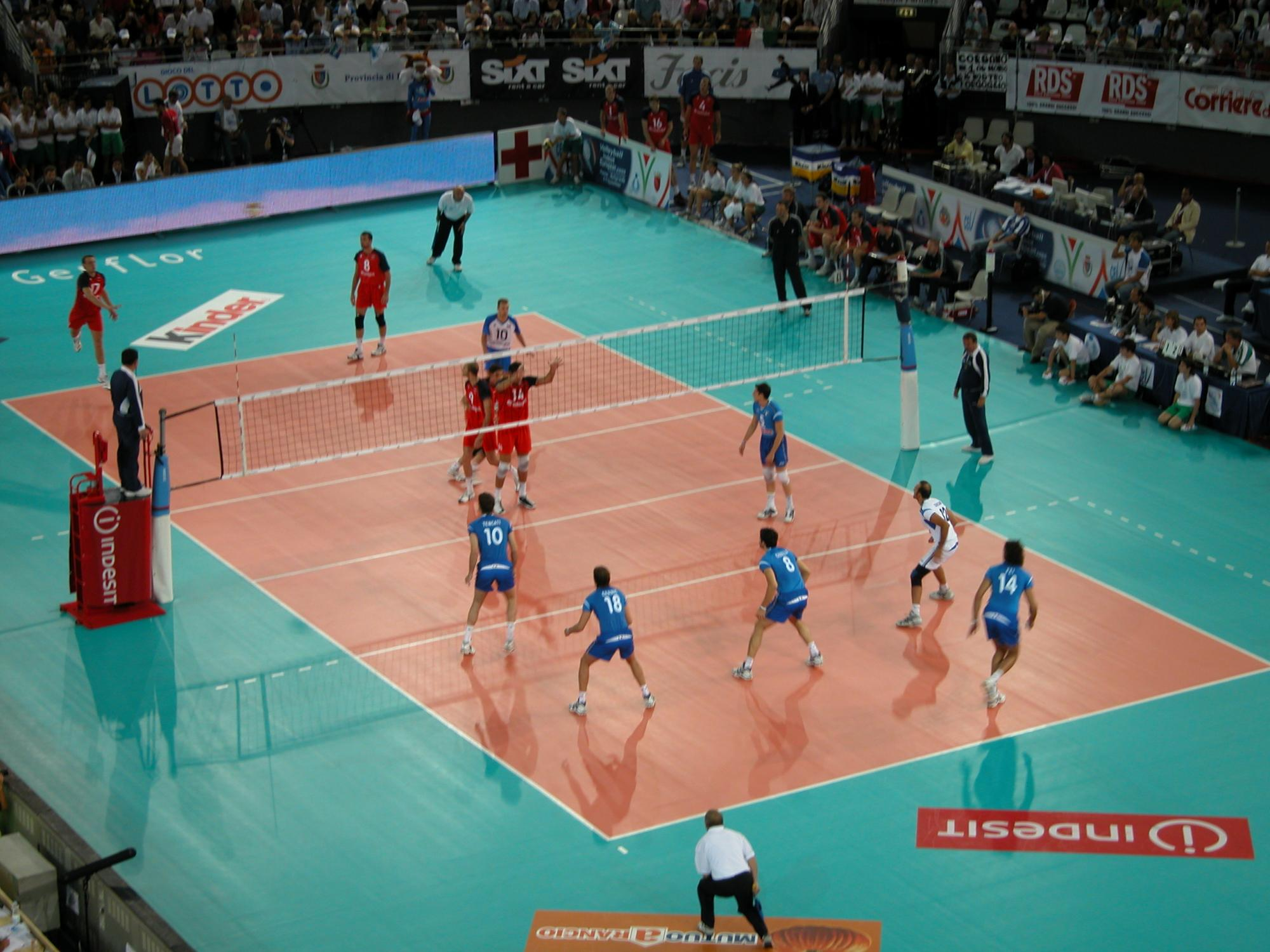
Partido de voleibol internacional masculino entre Italia y Rusia en 2005

A la izquierda, un jugador del equipo ruso, de rojo, acaba de realizar el saque. En la zona delantera los jugadores adelantados se cruzan desde la posición de rotación para ocupar sus puestos de juego habituales y prepararse para bloquear el ataque italiano. A la derecha, tres jugadores italianos, de azul, están preparados para recibir el servicio; el colocador, adelantado, atento para realizar el pase, y el central atento a un posible pase corto para realizar un ataque rápido.

## Áreas

### Área de Control - Competición
El área de Control - Competición es un pasillo alrededor del área de juego y la zona libre, que incluye todos los espacios más allá de la barreras de delimitación.

### Zonas
Éstas son secciones dentro del área de juego (como la pista de juego o la zona libre) definidas por razones específicas (o restricciones especiales) dentro de las reglas de juego. Estas incluyen la zona de frente o de delanteros, zona de saque o servicio, zona de sustitución o cambio, zona libre, zona de zagueros y zona de reemplazo de líbero.

### Áreas
Son secciones del suelo fuera de la zona libre, identificadas en las reglas al tener una función específica. Incluyen el área de calentamiento y área de Castigo.
Zona de frente: en cada campo, la zona de frente está limitada por el eje de la línea central y el borde exterior de la línea de ataque. Se considera que la zona de frente se extiende más allá de las líneas laterales, hasta el final de la zona libre.
Zona de saque: la zona de saque es un área de 9 m de ancho detrás de cada línea final. Lateralmente está limitada por dos líneas cortas, cada una de 15 cm de longitud, trazadas a 20 cm de la línea final, como una prolongación de las líneas de la cancha.
Líneas laterales: ambas líneas cortas están incluidas en el ancho de la zona de saque. En profundidad, la zona de saque se extiende hasta el final de la zona libre. 
Zona de sustitución: la zona de sustitución está limitada por la prolongación de ambas líneas de ataque hasta la mesa del anotador.
Zona de reemplazo del líbero: la zona de reemplazo del líbero es parte de la zona libre sobre el lado del banco de los equipos, limitada por la extensión de la línea de ataque hasta la línea final.
Área de calentamiento: para Competencias Mundiales y Oficiales de la FIVB, las áreas de calentamiento, miden aproximadamente 3 x 3m, están ubicadas en ambas esquinas de los lados de los bancos, fuera de la zona libre.
Área de castigo: un área de castigo, que mide aproximadamente 1 x 1 m, y está equipada con dos sillas, está ubicada en el área de control afuera de la prolongación de cada línea final. Pueden estar marcadas con líneas rojas de 5 cm de ancho.

### Espacio inferior
El espacio definido en su parte superior por la parte baja de la red y las cuerdas que la atan a los postes, a los lados por los postes, y por la parte baja el suelo.

### Espacio de paso
El espacio de paso del balón se define:
- La parte superior de la red.
- Las antenas o varillas y su extensión imaginaria.
- El techo.

### Zona de sustitución
Es el lugar de la zona libre a través de la cual se producen todas las sustituciones.